# ТЕС Рабіг (Arabian Cement)
22°35′6″ пн. ш. 39°5′3″ сх. д. / 22.58500° пн. ш. 39.08417° сх. д.
ТЕС Рабіг (Arabian Cement) — теплова електростанція на західному узбережжі Саудівської Аравії, яка обслуговує цементний завод компанії Arabian Cement.
В 1983 році на майданчику станції стали до ладу 7 генераторних установок на основі двигунів внутрішнього згоряння потужністю по 7,1 МВт.
У 1995-му ТЕС підсилили трьома встановленими на роботу у відкритому циклі газовими турбінами потужністю по 24,6 МВт.
В 2008-му додали 3 генераторні установки з показниками по 18,4 МВт, а в 2017 році запустили ще дві генераторні установки потужністю по 20 МВт.
Як паливо станція використовує нафтопродукти.